# Akiba Eger
Akiva Eiger (ibland stavat Eger; hebreiska: עקיבא איגר, jiddisch: עקיבא אייגער), även kallad Akiva Güns, född 8 november 1761 i Eisenstadt, död 12 oktober 1837 i Poznań, var en ungersk-polsk rabbin.
Eger blev rabbin i Posen 1815. Han åtnjöt ett stort anseende för sin lärdom och utövade genom sina kommentarer till Talmud och Josef Caros ritualkodex och sina ytterst ortodoxa, kasuistiska, men dock humana uttalanden i rituella spörsmål stort inflytande inom den judiska världen. Bland annat motsatte han sig upprättandet av världsliga skolor och användande av annat språk än hebreiska vid gudstjänsten.

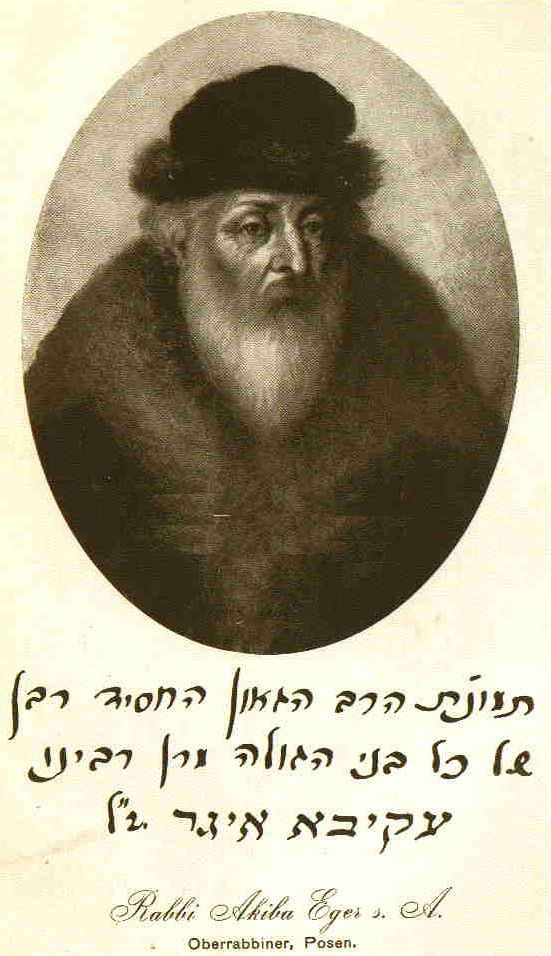
Akiba Eger